# الإضرابات خلال جائحة فيروس كورونا

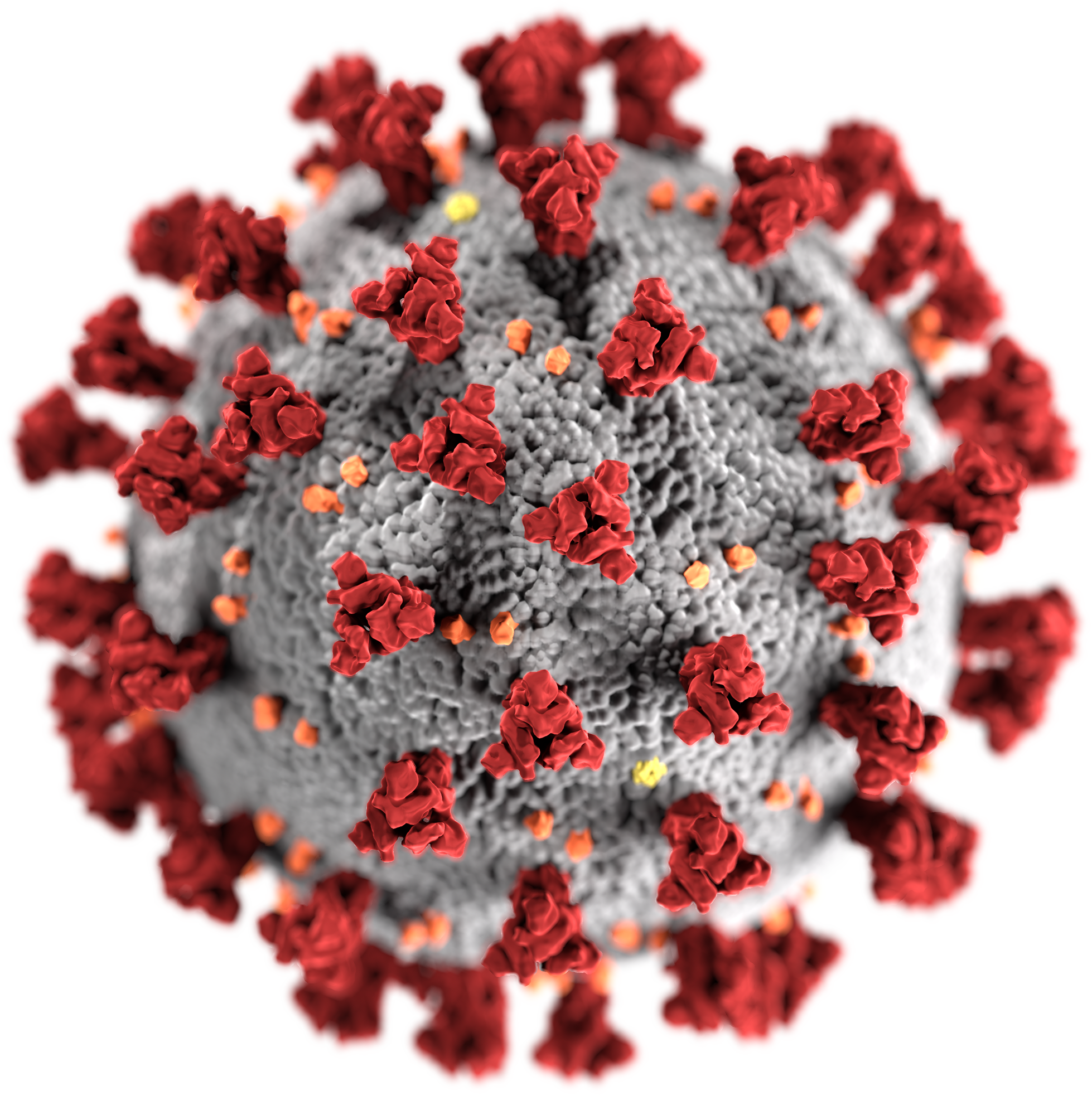

حدثت الإضرابات خلال جائحة فيروس كورونا عام 2020 بسبب العديد من العوامل بما في ذلك: بدل المخاطر أو الأجر المنخفض، وظروف العمل غير الآمنة (بسبب سوء التواصل الاجتماعي أو نقص معدات الحماية الشخصية) ، وعدم القدرة على دفع الإيجار.

## إضرابات العمال
وقعت الإضرابات في منتصف مارس 2020 في إيطاليا ، وأواخر مارس 2020 في انستكرت  وأمازون  وهولي فودز (التي تمتلكها أمازون) ، بالإضافة إلى مواقع أخرى.

### الأمازون
في مدينة نيويورك، سرعان ما أطلق عامل الأمازون الذي نظم الإضرابات في الولايات المتحدة وأمر عمدة مدينة نيويورك بيل دي بلاسيو بإجراء تحقيق. كان المسؤولون التنفيذيون في أمازون قد خططوا لتشويه سمعة المنظم.
نظم عمال أمازون بالقرب من ميلانو، إيطاليا، إضرابًا في منتصف مارس احتجاجًا على ظروف العمل الخطرة في 1 أبريل 2020 ، خطط عمال المستودعات في أمازون في ميشيغان لإضراب بسبب حماية معدات الوقاية الشخصية لفيروس كورونا. و يتتبع عمال أمازون الحالات المعروفة لفيروس كورونا في الولايات المتحدة وأوروبا على ريديت، بسبب نقص الشفافية من الإدارة العليا، وقام عمال أمازون مرة أخرى بالإضراب بسبب ظروف العمل الآمنة يوم الاثنين 6 أبريل في جزيرة ستاتن.

### طبي
قام أطباء وممرضات القطاع العام في هونج كونج بإضراب لمدة أسبوعين في أواخر يناير وأوائل فبراير احتجاجا على رفض حكومة هونغ كونغ إغلاق الحدود لاحتواء الوباء المتزايد. وحذرت نقابات العاملين في مجال الرعاية الصحية من أن نظام الرعاية الصحية سينهار حتمًا ما لم يتم سن الحجر الصحي الصارم على الحدود مع البر الرئيسي للصين .
في بابوا غينيا الجديدة ، من المتوقع أن يضرب 4000 ممرض بسبب ظروف العمل الخطرة  حيث نظم الأطباء والممرضات في المستشفيات العامة في زيمبابوي إضرابًا بسبب نقص معدات الحماية. وأضرب عمال الصرف الصحي في بيتسبرغ وبنسلفانيا وميدواي بالمملكة المتحدة بسبب معدات الحماية. وهدد الأطباء في هونغ كونغ  وجلال آباد وجاكرتا  وإسلام آباد بشن ضربات بسبب نقص معدات الحماية .

### التوزيع والخدمات اللوجستي
في أستراليا، انسحب عمال المناوبات من العمل في مركز توزيع كولز في فيكتوريا للمطالبة بمزيد من إجراءات السلامة على كوفيد -19. وكانت المطالب هي توفير وتنفيذ تدابير إبعاد اجتماعي بشكل صحيح وإمدادات إضافية من المناديل المضادة للبكتيريا، ونجح الإضراب في تأمين هذه التدابير.

### الشحن
توقف عمال رصيف الميناء في ميناء ملبورن بعد أن رفضوا تفريغ حمولة من سفينة صينية بسبب مخاوف بشأن سلامة فايروس كورونا .

### سائق الباص
في 17 مارس في ديترويت، قام سائقو الحافلات بإضراب غير رسمي بسبب عناصر السلامة مثل الأقنعة وتنظيف الحافلات، وفي اليوم التالي تم منح جميع طلباتهم. كما أضرب سائقو الحافلات في برمنغهام، ألاباما .

### مطاعم
وقعت إضرابات أخرى في ماكدونالدز في سان خوسيه كاليفورنيا، حيث اشتكى العمال من عدم وجود ما يكفي من الصابون لتنظيف أيديهم  و 20 عاملاً في ماكدونالدز في سيسيرو، إلينوي، أضربوا عن أيام المرض المدفوعة التي يتطلبها قانون إلينوي. واستغرق الخروج 30 دقيقة، وحصل العمال على إجازة مرضية مدفوعة الأجر. قام حوالي 100 من موظفي المطاعم والتجزئة في دورهام ورالي بولاية نورث كارولينا بإضراب رقمي في يوم واحد ضد ظروف العمل غير الآمنة وانخفاض الأجور وانخفاض ساعات العمل.

### الصرف الصحي
في كينت، المملكة المتحدة ، قام جامعو القمامة ومنظفو الشوارع العاملون مع مقاول مجلس ميدواي، نورس جروب، بالاقتراع بالإجماع للإضراب بسبب نقص الملابس الواقية والظروف غير الآمنة فيما يتعلق بالفيروس وتم إلغاء الإضرابات بعد التوصل إلى اتفاق .

### عمال آخرون
انسحب العمال في شركة جنرال إلكتريك من العمل مطالبين بإعادة تجهيز المصانع لصنع أجهزة تهوية، والتي تعاني نقصًا حادًا في العرض بسبب الوباء. العديد من عمال تعبئة المواد الغذائية الذين يعملون لدى ليندن فودز في دونجاننون، أيرلندا الشمالية ، خرجوا من العمل بسبب ظروف السلامة. وخرج 500 عامل من العمل في أسوس في المملكة المتحدة لأن العمال أرادوا الحفاظ على البعد الاجتماعي، من جانب آخر، تهدد النقابات العمالية في لومباردي بإيطاليا وتنظيم الإضرابات بشأن ظروف العمل، حيث أضرب عمال مصنع فيات كرايسلر في وارين، ميشيغان بسبب الماء الساخن لغسلهم.  أما في ممفيس،  أضرب 200 عامل في تينيسي في مستودع كروجر عن العمل بعد أن اكتشفوا أن زميلًا كان يحمل فيروس كوفيد-19. وأضرب 50 عاملاً في مصنع لمعالجة الدواجن في بوردو في كاثلين، جورجيا، عن العمل بسبب ظروف العمل وبدل المخاطر.

## إنذارات الإيجار
وصف العديد من المستأجرين التجاريين،" ولا سيما تجار التجزئة، الوضع بأنه "قوة قاهرة" كأساس منطقي لإبطال عقود الإيجار، على الرغم من أنه لا يزال يتعين على المالك دفع أقساط الرهن العقاري. يشمل ذلك مصنع تشيز كيك، ماترس فيرم ،أما صب واي رفضوا دفع إيجار have refused to pay April 2020 rent due to the pandemic, أبريل 2020 بسبب الوباء والبطالة الناتجة .
في المملكة المتحدة، تم تعليق جميع إجراءات الإخلاء، وفرض حظر على الإجراءات الجديدة لمدة ثلاثة أشهر قابلة للتمديد. بالإضافة إلى ذلك، تم توفير المساعدة المنزلية بأشكال مختلفة للمستأجرين المحليين، وتم تقديم الدعم لأصحاب العقارات عبر البنوك.

### أبريل 2020
وفقًا للمجلس الوطني لإسكان العائلات المتعددة بحلول 5 أبريل 2020، كان 69 في المائة من المستأجرين الأمريكيين في الموعد المحدد مع الإيجار، مقارنة بـ 81 في المائة في مارس2020.
في 1 أبريل، أضرب 32 مستأجرًا سكنيًا في شيكاغو، وأثناء محاولة منع إضراب الإيجار لأحد مالكي العقارات في لوس أنجلوس أرسل نسخة مكررة من مستند الإيجار عن غير قصد إلى 300 مستأجر يدينون به بسبب الإيجار عن طريق البريد الإلكتروني، ولم ينسخ هؤلاء المستأجرين في القائمة الذين استخدموا معلومات الاتصال لتنسيق الإضراب، ودخل مستأجر منفرد في كولورادو في إضراب . أما في أوكلاند
كاليفورنيا أضربت مجموعة مؤلفة من 20 مستأجرا على الأقل، وذهب ما يقرب من اثني عشر مستأجرًا في أوستن تكساس في إضراب إيجار في مبنى واحد.
في 8 أبريل، دخلت 13 أسرة في فيلادلفيا في إضراب عن الإيجارات.

### المنظمات
إضراب الإيجار هي منظمة ناشطة تم تشكيلها خلال جائحة 2020 للترويج لإضرابات واسعة النطاق للإيجار. في شيكاغو، دعا اتحاد المستأجرين المستقلون إلى تجميد الإيجار وكذلك تجميد الرهن العقاري وتجميد المرافق، و شكلت مجموعة من 100 مستأجر في كينت بولاية أوهايو اتحاد مستأجري كينت، الذي أنشأ قائمة بمطالب دفع الإيجار.

### إضرابات أخرى
وقع إضراب عن الطعام في سجن مقاطعة يورك في بنسلفانيا.

## الإضرابات المؤجلة
في إيطاليا، تم تأجيل إضراب النقل الجوي المخطط له غير المرتبط بـ كوفيد 19 في فبراير2020

## روابط خارجية
- Amazon workers track cases on Reddit
- interactive strike map in the United States